# Musée de l'ordre de Malte
Le musée de l'ordre de Malte est un musée situé sur le territoire de la commune genevoise de Bardonnex, en Suisse.

## Histoire
La mairie de Bardonnex a mis à disposition de l'ordre souverain de Malte une pièce de la commanderie de Compesières en 1955. Le bâtiment venait de subir une importante restauration.
Le musée a été ouvert en 1973. Il est géré par une fondation enregistrée au registre du commerce cantonal.
Le musée, tout comme la commanderie qui l'accueille, est inscrit comme bien culturel d'importance nationale.
L'Association des amis du musée de la commanderie de Compesières (AAMC) a été fondée en 1993. Elle a pour but d'entretenir et de développer les collections et la bibliothèque.

## Collections

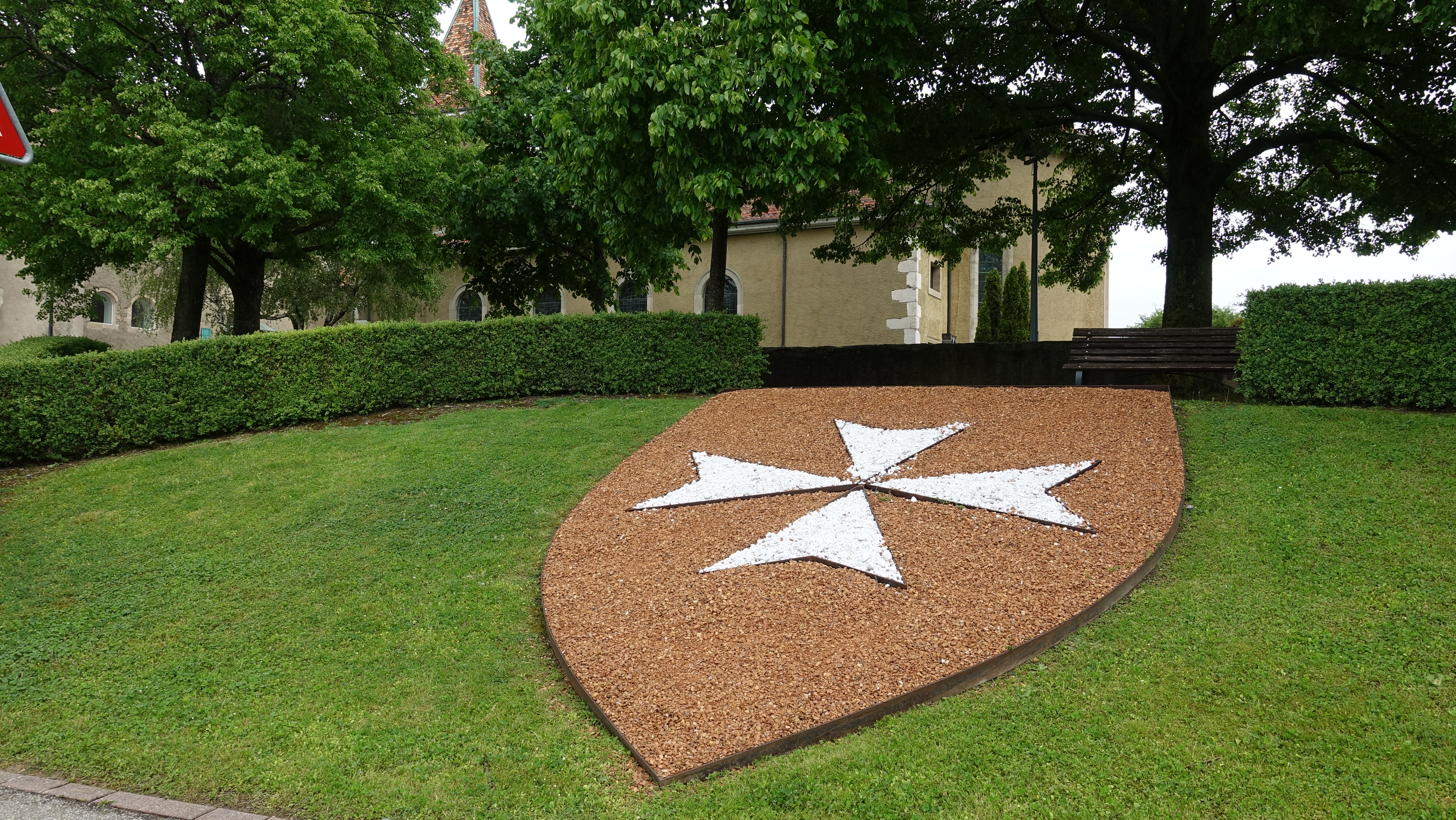
La croix de Malte figure sur le blason communal.

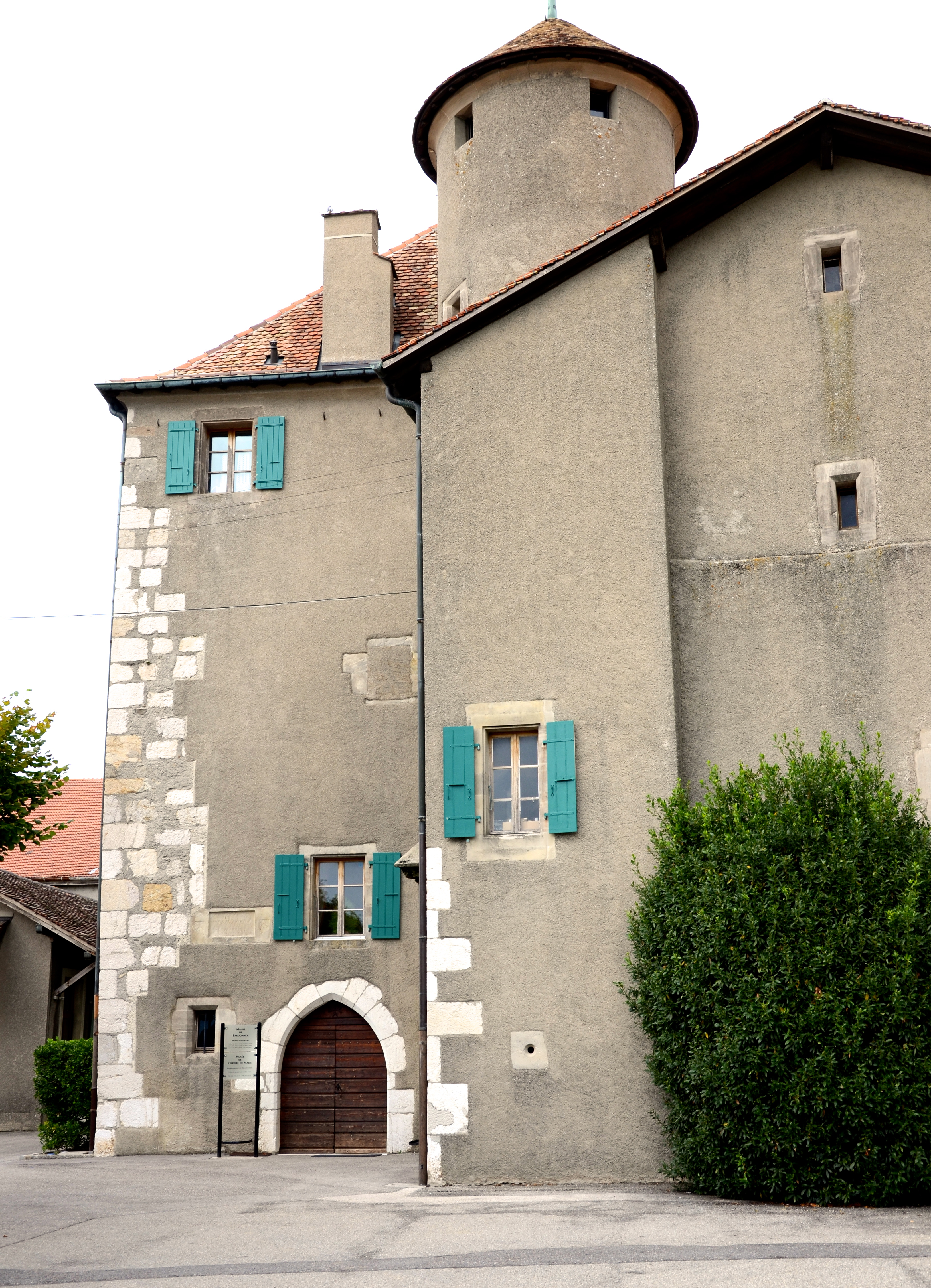
Le musée se trouve dans la commanderie.

Le musée présente de nombreuses pièces ayant appartenu à l'ordre de Malte, parmi lesquelles des uniformes, des souvenirs concernant l'ordre de chevalerie, des tableaux, des manuscrits ainsi qu'une collection numismatique et de décorations militaires. Il présente également quelques objets religieux dont une croix peinte du XVe siècle, un ostensoir baroque en cuivre doré, et un reliquaire.